# Pertuisane (contre-torpilleur)
Pour les articles homonymes, voir Pertuisane.
La Pertuisane est le navire de tête de sa classe de quatre contre-torpilleurs construits pour la marine française au début du XXe siècle.